# Angelo Mascheroni
Angelo Mascheroni (Sesto San Giovanni, 13 de outubro de 1929) é um ministro católico romano italiano e bispo auxiliar emérito de Milão.
Angelo Mascheroni foi ordenado sacerdote para a Arquidiocese de Milão em 7 de junho de 1952.
Em 9 de junho de 1990, o Papa João Paulo II o nomeou bispo auxiliar em Milão e bispo titular do Fórum Flaminii. O Arcebispo de Milão, cardeal Carlo Maria Martini SJ, o consagrou em 24 de junho do mesmo ano; Os co-consagradores foram Alessandro Maggiolini, Bispo de Como, e Bernardo Citterio, Bispo Auxiliar de Milão.
Em 10 de janeiro de 2005, o Papa João Paulo II aceitou sua aposentadoria.